# Armatus
Armatus ou Harmatus (en latin : Flavius Armatus; en grec Ἁρμάτιος ou Ἁρμάτος) (né ? – mort en 477) est un général byzantin ayant détenu le poste de magister militum sous les empereurs Léon Ier, Basiliscus et Zénon de même que celui de consul en même temps que Basiliscus. Il joua un rôle important dans la révolte de Basiliscus contre Zénon et dans sa chute subséquente.

## Origine et début de carrière

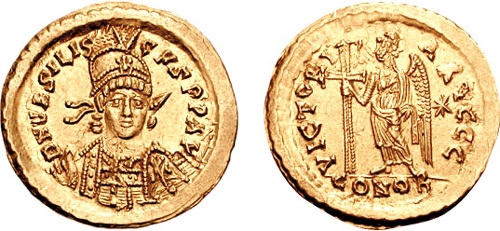
Solidus frappé par Basiliscus durant son court règne de 475 à 476.

Armatus était le neveu de Basiliscus et de l’impératrice Ælia Verina, épouse de Léon Ier. Selon la Souda, à la fin du règne de Léon Ier (r.454 – 474), Armatus, à titre de magister militum per Thracias, fut envoyé mettre un terme à une révolte survenue dans cette partie de l’empire. Il est vraisemblable qu’il s’agissait de la révolte des Goths conduite par Théodoric Strabon, chef ostrogoth installé en Thrace, lequel, à la suite de l’assassinat sous les ordres de Léon Ier d’Aspar, chef du parti germanique à la cour de Constantinople, s’était révolté et avait ravagé la Thrace. Basiliscus avec l’aide de son neveu Armatus avait été envoyé pour mater la révolte ,.

## Sous Basiliscus
L’élimination d’Aspar et de ses fils Ardabur et Patricius en 471 avait mis un terme à l’emprise des Goths sur le gouvernement de Constantinople, mais avait remplacé celle-ci par celle des Isauriens dont le chef, Tarassicodissa, épousa la fille de Léon, Ælia Ariadnè, en 466, adoptant le nom grec de Zénon (r. 474-475; 476-491)  et succédant à Léon Ier.
À son avènement, Zénon devait faire face à l’inimitié des Ostrogoths établis dans l’empire, de même qu’au ressentiment d’une partie de la famille impériale et à celui de la population pressurée par les Isauriens après le départ des Goths. Dans la famille impériale, l’impératrice Ælia Verina, épouse de l’empereur Léon Ier et belle-mère de Zénon, ne cessa au cours des ans de comploter contre lui. Avec l’aide de son frère, le général Basiliscus, retiré en Propontide après la désastreuse bataille de 468 contre les Vandales, elle provoqua en 475 un soulèvement populaire qui força Zénon à s’enfuir dans son Isaurie natale alors que Basiliscus s’emparait du pouvoir, appuyé par Théodoric Strabon (qui avait finalement conclu une entente avec Léon Ier), Armatus et les généraux isauriens Illus et Trocondus.
Sitôt arrivé au pouvoir, il conféra le titre d'Augusta à sa femme Ælia Zenonis et nomma « césar » son fils Marcus, puis plus tard « auguste ». Zenonis à qui l’on prêtait des sentiments amoureux pour Armatus  fit pression sur Basiliscus pour que celui-ci soit nommé magister militum praesentalis. Il fut également nommé consul en 476 en même temps que Basiliscus. Ces honneurs lui valurent la jalousie de Théodoric Strabon qui lui avait apporté son aide pour détrôner Zénon et s’emparer du pouvoir, qui se voyait maintenant relayé au second plan,.
La Souda trace un portrait peu flatteur d’Armatus le décrivant comme une sorte de dandy uniquement préoccupé par son apparence corporelle. Se croyant « le plus brave des hommes », il aimait parader autour de sa maison près de l’hippodrome vêtu en Achille, ce qui lui valait les acclamations de « Pyrrhus » de la part des badauds, soit en raison de son teint rubicond, soit par dérision.

## Retour de Zénon et fin d’Armatus

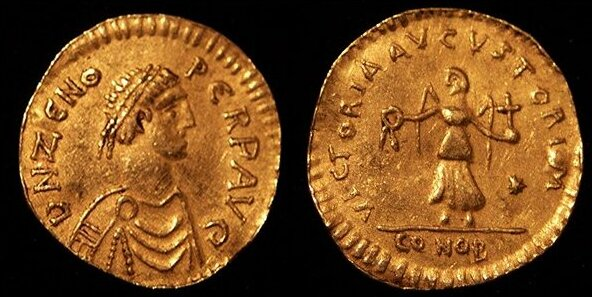
Tremissis émis par Zénon après avoir soudoyé Armatus et regagné son trône.

L’impératrice Ælia Verina ne pardonnait pas à Basiliscus de s’être emparé du trône qu’elle destinait à son amant, l’ancien préfet du prétoire Patricius. Après s’être réconciliée avec Zénon, elle persuada ce dernier de revenir d’Isaurie ce qu’il fit à l’été 476. Les généraux Illus et Trocondus,  mécontents des actions de Basiliscus contre leurs troupes, décidèrent alors de se joindre à lui. Basiliscus pour sa part rassembla alors l’ensemble des troupes de Thrace, celles de Constantinople commandées par Armatus et, après avoir fait prêter serment de loyauté à celui-ci, les envoya barrer la route de Zénon.
Toutefois, lorsque les deux armées se rencontrèrent, Zénon se rallia Armatus en lui promettant le titre de magister militum praesentalis à vie et à son fils, nommé Basiliscus, le titre de « césar » avec droit de succession à la mort de Zénon.
Zénon devait tenir ses engagements et, après son retour au pouvoir en 476, garda Armatus comme magister militum praesentalis (l’élevant possiblement même au rang de patrice) et nommant son fils césar de Nicée. L’année suivante toutefois, il devait se raviser et, selon Evagrius, sur l’avis  du général Illus qui prenait de plus en plus d’ascendant à la cour et voyait sans doute Armatus comme un rival potentiel, le fit assassiner par le général Onoulphus, qu'Armatus avait fait nommer comes , puis commandant de l’Illyrie.
À sa mort, Zénon confisqua toutes les propriétés d’Armatus et retira le titre de « césar » à son fils Basiliscus qu’il fit ordonner prêtre,,.

## Liens entre Armatus et Odoacre

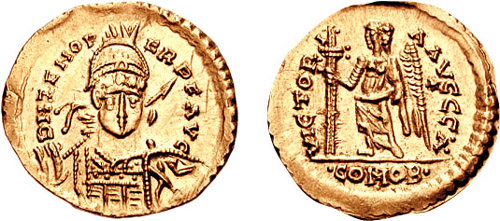
Solidus émis par Odoacre au nom de l’empereur Zénon.

Selon un article de Stephan Krautschick paru en 1996, Armatus et la famille de Basiliscus auraient été apparentés à Odoacre, chef des Hérules et par la suite roi d’Italie . Cette hypothèse, acceptée par d’autres historiens fait d’Armatus le frère d’Onoulphus et d’Odoacre; le chef hérule aurait ainsi été le neveu de Basiliscus et d’Æla Verina. Cela expliquerait pourquoi Armatus aurait assuré l’ascension sociale d’Onoulphus, simple soldat scire, d’abord au rang de comes, puis de commandant de l’Illyrie, remboursant même certaines de ses dettes somptuaires, et rendrait particulièrement odieux le meurtre de son bienfaiteur par son propre frère.  
Le lien entre Armatus, Odoacre et Onoulphus repose sur un fragment de Jean d’Antioche que Krautschick traduit en faisant d’Onoulphus et d’Odoacre les frères d’Armatus. Pour ceux qui rejettent cette thèse, il s’agirait d’une correction du texte original qui se lirait : « Odoacer était le frère d’Onoulphus qui avait tué Armatus ». À noter que ni Jean Malalas ni Malchos de Philadelphie ne font référence au fait qu’Armatus fut assassiné par son propre frère ni qu’un lien de parenté existait entre Odoacer et Basiliscus.

### Sources primaires
- Evagrius Scholasticus, Historia Ecclesiae iii. 4–8.
- Georgius Cedrenus (1647). Goar and Fabrot (ed.). Compendium Historiarum ab Orbe Condita ad Isaacum Comnenum (1057) (en latin). Paris. pp. 349–350.
- John of Antioch, fragment 209.1; translated by C.D. Gordon, (in) The Age of Attila, Ann Arbor, University of Michigan, 1966.
- Procopius, Bellum Vandalicum i.6–8.
- Zacharias Scholasticus, Syriac Chronicle, v.1 [3].

### Sources secondaires
- (en) Akerman, John Yonge . A Descriptive Catalogue of Rare and Unedited Roman Coins, 2002 (réédition de 1834), Adamant Media Corporation,  (ISBN 1-4021-9224-X).
- (en) Armory, Patrick. People and Identity in Ostrogothic Italy, 489–554. Cambridge, Cambridge University Press, 1997.  (ISBN 978-0-511-52306-9).
- (de) Brandes, W. "Familienbände? Odoaker, Basiliskos und Harmatios", Klio 75, 1993, pp. 407-437.
- (en) Bury, John Bagnall. "XII.1 The Usurpation of Basiliscus (A.D. 475‑476)". History of the Later Roman Empire. Dover Books, (1958) [1923]. pp. 389–395. Recherche 2020-07-08.
- (fr) Demougeot, Émilienne. "La formation de l'Europe et les invasions barbares", volume 2: De l'avènement de Dioclétien (284) à l'occupation germanique de l'Empire Romain d'Occident (début du VIe siècle), Aubier, 1979.
- (en) Elton, Hugh. "Flavius Basiliscus (AD 475–476)". De Imperatoribus Romanis. Archived from the original (10 June 1998) on 22 August 2006. Recherche 2020-07-08.
- (de) Krautschick, S. "Zwei Aspekte des Jahres 476", Historia 35, 1986, pp. 344-371.
- (en) Macgeorge, Penny. Late Roman Warlords. Oxford, Oxford University Press, 2003. (ISBN 0-19-925244-0).
- (de) Redies, M. "Die Usurpation des Basiliskos (475-476) im Kontext der aufsteigenden monophystischen Kirche". Antiquité Tardive 5, 1997, pp. 211-221.
- (fr) Zosso,François & Christian Zingg. Les Empereurs romains. Paris, Éditions Errance, 2009.  (ISBN 978-2-877-72390-9).